# Zornia cryptantha
Zornia cryptantha är en ärtväxtart som beskrevs av José Arechavaleta. Zornia cryptantha ingår i släktet Zornia och familjen ärtväxter.

## Underarter
Arten delas in i följande underarter:
- Z. c. cryptantha
- Z. c. latibracteata